# ハナノキ
ハナノキ（花之木・花の木、学名: Acer pycnanthum）はムクロジ科カエデ属の落葉高木。日本固有種。カエデの仲間で、別名ハナカエデともいう。和名の由来は、早春の冬枯れの中、葉が展開する前に深紅の目立つ花が咲く様子から、「花をつける木」を意味する。植栽されることもあるが、野生のものは愛知県周辺の山地などに分布が限られる。葉はふつう浅く3つに切れ込み、秋には赤色を中心に紅葉する。

## 分布と生育環境
日本の固有種で、野生のものは長野県南部・岐阜県南部・愛知県北東部の3県県境のおもに木曽川流域の山間湿地に自生し、長野県大町市の居谷里湿原に隔離分布する。自生地は山間の川岸や湿原などの湿地。滋賀県の国の天然記念物に指定されているものは、自生地から移植されたものと考えられている。まれに街路や公園などに植栽されている。野生のもの以外では、植物園などにも植えられている。
自生地がごく限られていて国の天然記念物に指定されているものもあるほか、愛知県の県木ともなっている。環境省のレッドリストでは絶滅危惧II類に選定されている。
近江国、美濃国、尾張国などではこれを栽培するものもあったが、自生種は飯沼慾斎「草木図説」、伊藤圭介「日本産物志」に、美濃、信濃国の山中にあることが記されているだけであった。久しく知られることなく、明治末年、岐阜県恵那郡坂本村（現・中津川市）に自生していることが発見され、その後県内で自生しているのを発見された。岐阜県中津川市坂下（椛の湖の北岸の湿地帯）岐阜県土岐市（白山神社 (土岐市泉中窯町)）や滋賀県愛知郡湖東町（現・東近江市）南花沢のものが有名である。

## 特徴
落葉広葉樹の高木で、樹高は30メートル (m) に達する。樹皮は灰白色で、若木は滑らかであるが、生長して成木になると縦に裂ける。一年枝は無毛で、冬芽と共に紅色を帯びる。
花期は4月で、雌雄異株。葉が展開する前に赤い花を咲かせる。これが名前の由来となっている。雌雄異株。花序は前年枝の葉腋に4 - 10個束状につく。雄花の花柄は長さ5 - 6ミリメートル (mm) になり上向き、花弁は0 - 5個、萼片は5個、雄蕊は5 - 6本あり、葯は黒紫色になる。雌花の花柄は長さ1 - 1.5センチメートル (cm) になり垂れ下がり、花弁は4 - 5個、花柱の長さ4 - 4.5 mm、退化雄蕊が5 - 6本ある。
果期は6月。果柄は6 - 7 cm。果実は翼果で、分果の長さは2.5 cmになり、翼果は直角から鋭角に開く。
葉は対生する。葉身は長さ2.5 - 8 cm、幅2 - 10 cmの広卵形で、掌状でふつう先が浅く3裂し、3本の葉脈が目立つ。葉の切れ込みは、はっきり3裂に切れ込むものからほとんど切れ込まないものまで変化に富む。葉縁は重鋸歯になり、葉先は鋭くとがり、基部は浅心形から広いくさび形。葉身の裏面はふつう粉白色になる。葉柄は葉身の0.5 - 1.3倍ほどになり、長さ1.5 - 8 cmになる。秋には鮮やかに葉が紅葉し、1本の木でも赤色から橙色が中心であるが、黄色が入り交じることも多く、色の変化はさまざまである。
冬芽は赤味を強く帯びる鱗芽で、6 - 10枚の芽鱗に包まれている。枝の側芽は対生し、枝先の頂芽は側芽よりも大きく頂生側芽を伴うことが多い。葉痕は三日月形やV字形で、維管束痕が3個つく。

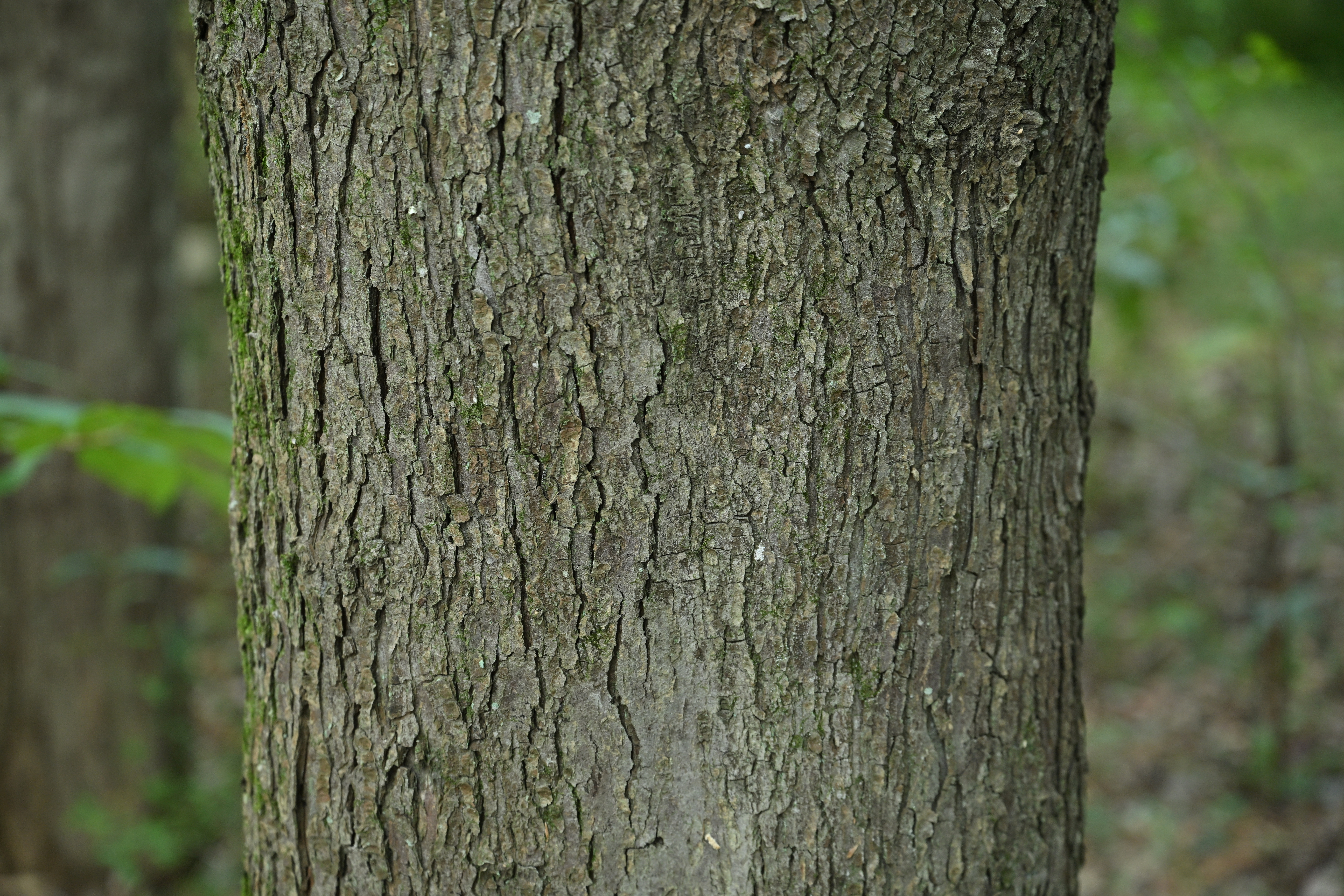
樹皮
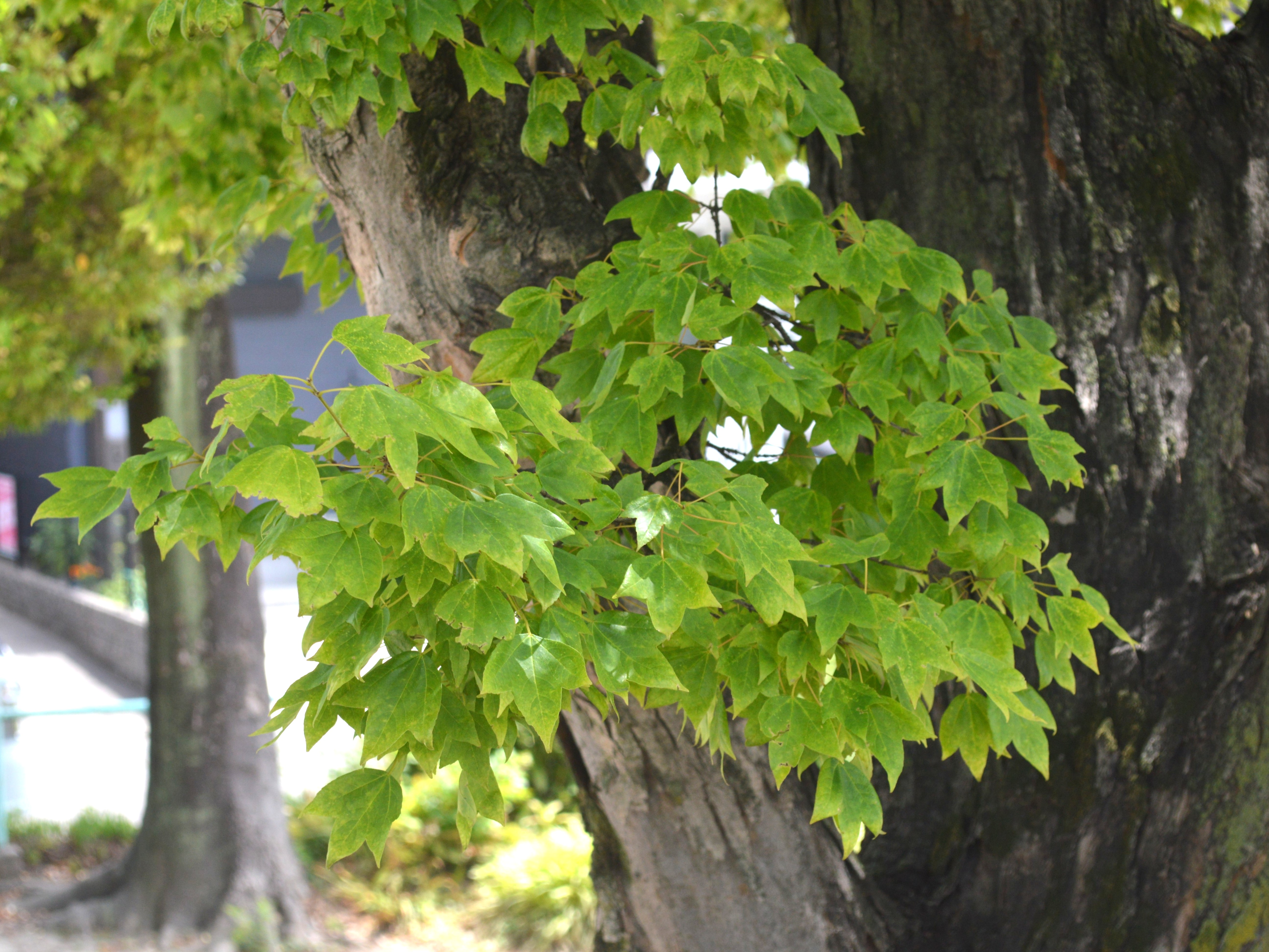
葉
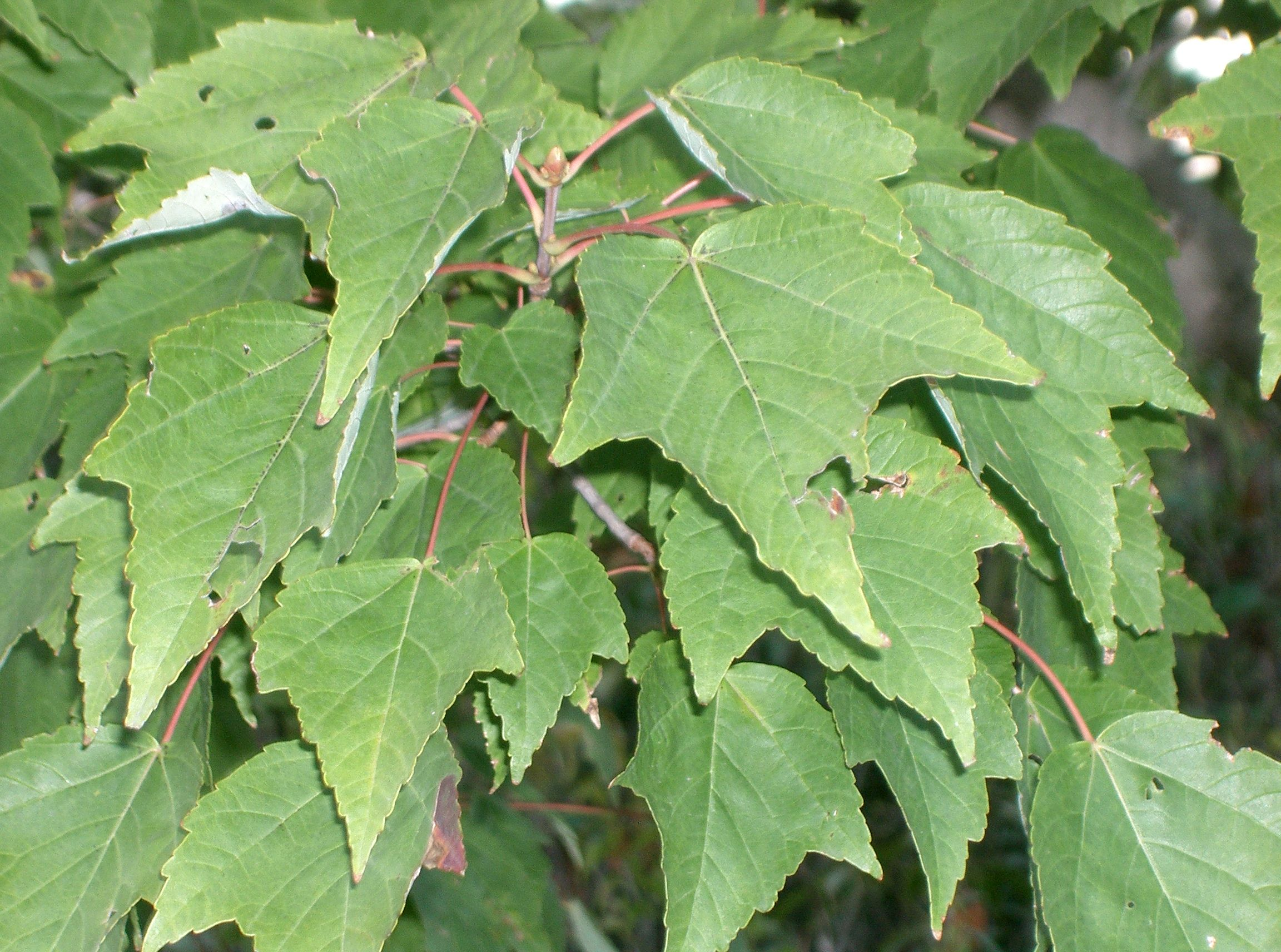
近縁種のアメリカハナノキ（A. rubrum）

## 利用
紅葉が美しいため、アメリカハナノキとともに庭木や公園樹、街路樹として利用される。紅葉の見事さや、花の美しさが観賞される。

## 地方公共団体の木に指定している自治体
- 愛知県
- 長野県下伊那郡阿南町
- 長野県下伊那郡下條村
- 岐阜県恵那市
- 岐阜県加茂郡東白川村

## 国の天然記念物
- 新野のハナノキ自生地（長野県下伊那郡阿南町） -1922年（大正11年）10月12日指定
- 越原ハナノキ自生地（岐阜県加茂郡東白川村） -1922年（大正11年）10月12日指定
- 釜戸ハナノキ自生地（岐阜県瑞浪市） -1922年（大正11年）10月12日指定
- 坂本のハナノキ自生地（岐阜県中津川市） -1920年（大正9年）7月17日指定
- 白山神社のハナノキおよびヒトツバタゴ（岐阜県土岐市） -1943年（昭和18年）2月19日指定 [10]
- 富田ハナノキ自生地（岐阜県恵那市） -1922年（大正11年）10月12日指定
- 川宇連ハナノキ自生地（愛知県北設楽郡豊根村） -1922年（大正11年）10月12日指定
- 南花沢のハナノキ（滋賀県東近江市） -1921年（大正10年）3月3日指定
- 北花沢のハナノキ（滋賀県東近江市） -1921年（大正10年）3月3日指定

## 保全状況評価
絶滅危惧II類 (VU)（環境省レッドリスト）
2012年8月レッドリスト